# Tocuyito (Venezuela)
Pour les articles homonymes, voir Tocuyito.
Tocuyito est le chef-lieu de la municipalité de Libertador dans l'État de Carabobo au Venezuela. Elle recouvre deux paroisses civiles, Independencia et Tocuyito. Elle fait partie de l'aire urbaine de Valencia dont elle constitue l'extension occidentale.

## Personnalités
- Carlos Figueredo (1909-1986), compositeur et diplomate, est né à Tocuyito.